# Ad Flexum
Ad Flexum (en grec antic Φλέξον) va ser una ciutat de certa importància a Pannònia, al sud de Carnunt.
Segons Ptolemeu, era el quarter general de la Legió XIV Gemina, mentre que la Notitia Dignitatum la descriu solament com a seu d'una divisió de cavalleria. Correspon a l'actual ciutat hongaresa de Mosonmagyaróvár.
El nom ad Flexum (al revolt, a la volta) fa referència a la seva situació en un dels meandres del Petit Danubi. Era una fortificació que apareix en diverses fonts geogràfiques romanes, com per exemple a l'Itinerari d'Antoní, que la descriu com una de les citats importants de la frontera. El Danubi va ser la frontera de l'Imperi durant molts anys. També en parla la Taula de Peutinger i diu que es trobava a 16 milles romanes de Gerulata, una altra ciutat fortificada vora el riu.